# Anthomyia albostriata
Anthomyia albostriata är en tvåvingeart som först beskrevs av Wulp 1883.  Anthomyia albostriata ingår i släktet Anthomyia och familjen blomsterflugor. Inga underarter finns listade i Catalogue of Life.